# Kavimba
Kavimba – wieś w Botswanie w dystrykcie Północno-Zachodnim. Osada znajduje się przy granicy z Namibią. Według spisu ludności z 2001 roku wieś liczyła 519 mieszkańców.